# Булгария (гриб)
Булга́рия (лат. Bulgaria) — монотипный род грибов, входящий в семейство Bulgariaceae. Единственный вид — булгария па́чкающая (Bulgaria inquinans).

## Описание
Дискомицет. Плодовое тело 2—4 см в диаметре и 1,5—3,5 см в высоту, сначала почти шаровидное, затем уплощённо-чашевидное, сидячее или на слабо развитой ложной ножке. Внутренняя спороносная поверхность (гименофор) гладкая и блестящая, чёрного цвета. Внешняя стерильная поверхность шершаво-чешуйчатая, коричневая, иногда почти чёрная.
Мякоть резиновой или немного желеобразной консистенции.
Споры двух типов — беловатые и коричневые, эллиптические или немного асимметричные. Беловатые — развитые четыре споры ближе к концу аска, коричневые — недоразвитые, четыре другие споры. Аски 95—200×9—10 мкм, булавовидной формы, амилоидные. Парафизы тонкие.
Пищевого значения гриб не имеет, считается несъедобным.

### Сходные виды
- Bulgariella pulla (Fr.) P.Karst., 1885 — произрастает на живых ветвях деревьев, часто на берёзе. Отличается желеобразными плодовыми телами зеленовато-чёрной окраски до 3 мм в диаметре. Споры тёмно-коричневые, эллиптические, аски неамилоидные.

## Экология и ареал
Широко распространена в Европе и Северной Америке. Встречается редко, только местами часто, группами, часто тесными, на гниющей древесине лиственных деревьев, часто — дуба. Сапротроф.

## Синонимы
- Ascobolus inquinans (Pers.) Nees, 1817
- Bulgaria chalybea (Berk.) Cooke & Massee, 1890
- Bulgaria inquinans var. chalybea Berk., 1854
- Bulgaria polymorpha (Oeder) Wettst., 1923
- Bulgaria polymorpha f. minor Naveau, 1923
- Lichen fungosus With., 1796
- Lycoperdon truncatum Reichard, 1792, nom. illeg.
- Peziza inquinans Pers., 1794basionym
- Peziza polymorpha Oeder, 1769
- Peziza turbinata (Huds.) Relhan, 1785
- Phaeobulgaria inquinans (Pers.) Nannf., 1932
- Phaeobulgaria polymorpha (Oeder) Ferd. & C.A.Jørg., 1938
- Tremella turbinata Huds., 1778